# Нзонзи, Стивен
Сти́вен Н’Кембоа́нза Майк Кри́стофер Нзонзи́ (фр. Steven N'Kemboanza Mike Christopher Nzonzi, род. 15 декабря 1988, Ла Гарен-Коломб) — французский футболист, полузащитник турецкого клуба «Коньяспор». Выступал за сборную Франции. Чемпион мира 2018 года.

## Клубная карьера
Нзонзи родился в коммуне Ла-Гарен-Коломб, пригороде Парижа, в семье матери из Франции и отца из ДР Конго. Он начал карьеру в системе парижского «Расинга».
В 1999 году он присоединился к академии «Пари Сен-Жермен», где из-за высокого роста он играл сначала на месте нападающего, а затем атакующего полузащитника. После трёхлетнего пребывания в академии клуба Лиги 1 он непродолжительное время играл за юниорские команды «Лизьё», «Кана» и «Бове».
В 2005 году Нзонзи перешёл в «Амьен». Первые годы он играл за резервную команду в лиге Насьональ 3. 24 ноября 2007 года он дебютировал за основную команду в матче Кубка Франции против любительского клуба «Рем». По окончании сезона он подписал первый профессиональный контракт. Став основным игроком команды в сезоне 2008/09, Стивен переквалифицировался в опорного полузащитника и провёл 36 матчей в Лиге 2. 8 мая 2009 года Нзонзи забил первый мяч на профессиональном уровне в матче против «Страсбура» (1:2).

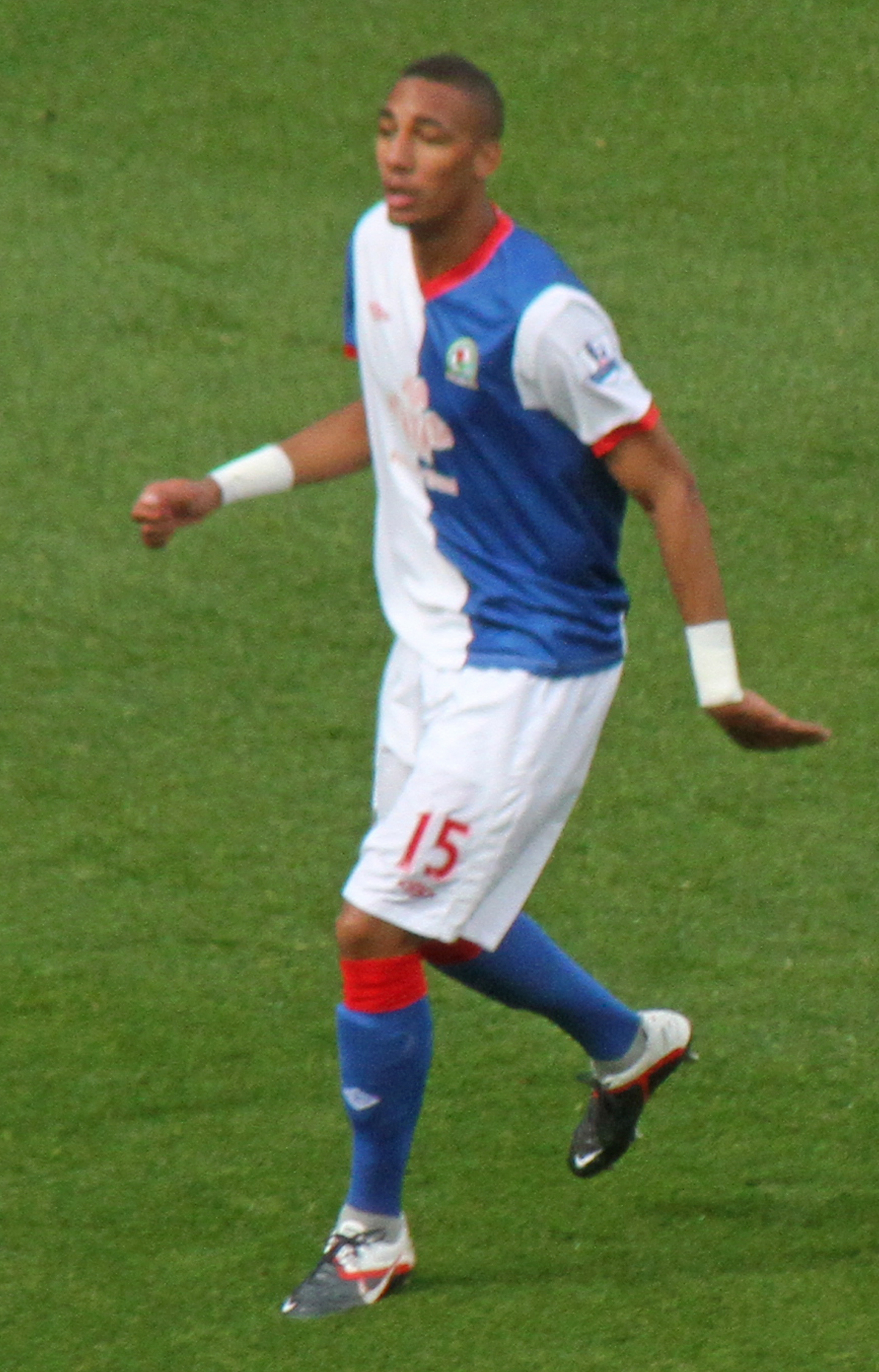
Нзонзи в составе «Блэкберн Роверс»

28 июня 2009 года поступило сообщение о том, что «Блэкберн Роверс» договорился с «Амьеном» о подписании Нзонзи. Сделка была завершена 30 июня подписанием четырёхлетнего контракта. 15 августа 2009 года Нзонзи дебютировал за «Блэкберн», выйдя в старте в матче против «Манчестер Сити» (0:2). Первый мяч за «Роверс» он забил 4 октября 2009 года в матче против «Арсенала» (2:6). Забив свой первый гол, Нзонзи признался, что был удивлён тем, как быстро он зарекомендовал себя, и был полон решимости сохранить свое место в стартовом составе. В августе 2010 года Нзонзи подписал новый пятилетний контракт с «Блэкберном». В конце сезона 2011/12 «Блэкберн» вылетел из Премьер-лиги впервые за 11 сезонов и Нзонзи сказал менеджеру Стиву Кину, что хочет уйти.
31 августа 2012 года Нзонзи присоединился к «Сток Сити» за три миллиона фунтов стерлингов. Он дебютировал за «Сток Сити» в домашнем матче против «Манчестер Сити» 15 сентября 2012 года (1:1), а его выступление в матче принесло ему награду «Игрок матча». Первый гол за «Сток» он забил в матче против «Тоттенхэм Хотспур» (1:2) 12 мая 2013 года. В сезоне 2012/13 Нзонзи выходил на поле 38 раз, однако он сказал, что недоволен своим положением в клубе и попросил о трансфере. Его просьба была отклонена клубом. В июне 2015 года менеджер Марк Хьюз попытался убедить Нзонзи подписать новый контракт. Однако его усилия оказались безуспешными, и клуб «неохотно» принял предложение «Севильи» в размере семи миллионов фунтов стерлингов. В общей сложности Нзонзи провел три сезона в «Стоке», сыграв 120 матчей и забив семь мячей.
9 июля 2015 года Нзонзи подписал контракт с «Севильей». 22 августа, в дебютном матче против «Малаги» (0:0), Нзонзи был удалён на 69-й минуте. В составе «Севильи» Нзонзи выиграл Лигу Европы 2015/16 — первый титул в карьере.
14 августа 2018 года Нзонзи перешёл в итальянскую «Рому» за 26,6 млн евро, подписав контракт на четыре года. Он дебютировал через 13 дней в матчей против «Аталанты» (3:3), выйдя на замену в перерыве. 16 августа 2019 года Нзонзи отправился в годичную аренду в «Галатасарай». 13 декабря турецкий клуб отстранил Стивена от тренировок, а в январе 2020 года «Рома» прервала аренду.
31 января 2020 года Нзонзи перешёл в «Ренн» на правах аренды до конца сезона 2019/20 с возможностью продления соглашения ещё на сезон. После выхода «Ренна» в групповой этап Лиги чемпионов его аренда была автоматически продлена на один год.
28 сентября 2021 года Нзонзи подписал контракт с катарским «Эр-Райяном». Соглашение действительно до 2023 года.

## Достижения
«Севилья»
- Победитель Лиги Европы УЕФА: 2015/16

Сборная Франции
- Чемпион мира по футболу: 2018

Личные
- Лучший игрок года в «Блэкберн Роверс»: 2009/10
- Лучший игрок года в «Сток Сити»: 2014/15
- Включён в команду сезона Лиги Европы УЕФА: 2015/16[28]
- Лучший игрок месяца Ла Лиги: январь 2017[29]
- Кавалер ордена Почётного легиона: 2018[30]

## Статистика

### Клубная статистика
| Выступление      | Выступление      | Выступление      | Лига | Лига | Кубки | Кубки | Еврокубки | Еврокубки | Итого | Итого |
| Клуб             | Лига             | Сезон            | Игры | Голы | Игры  | Голы  | Игры      | Голы      | Игры  | Голы  |
| ---------------- | ---------------- | ---------------- | ---- | ---- | ----- | ----- | --------- | --------- | ----- | ----- |
| Амьен            | Лига 2           | 2007/08          | 3    | 0    | 2     | 0     | —         | —         | 5     | 0     |
| Амьен            | Лига 2           | 2008/09          | 34   | 1    | 2     | 0     | —         | —         | 36    | 1     |
| Амьен            | Итого            | Итого            | 37   | 1    | 4     | 0     | 0         | 0         | 41    | 1     |
| Блэкберн Роверс  | Премьер-лига     | 2009/10          | 33   | 2    | 5     | 0     | —         | —         | 38    | 2     |
| Блэкберн Роверс  | Премьер-лига     | 2010/11          | 21   | 1    | 3     | 0     | —         | —         | 24    | 1     |
| Блэкберн Роверс  | Премьер-лига     | 2011/12          | 32   | 2    | 2     | 0     | —         | —         | 34    | 2     |
| Блэкберн Роверс  | Итого            | Итого            | 86   | 5    | 10    | 0     | 0         | 0         | 96    | 5     |
| Сток Сити        | Премьер-лига     | 2012/13          | 35   | 1    | 3     | 0     | —         | —         | 38    | 1     |
| Сток Сити        | Премьер-лига     | 2013/14          | 36   | 2    | 4     | 0     | —         | —         | 40    | 2     |
| Сток Сити        | Премьер-лига     | 2014/15          | 38   | 3    | 4     | 1     | —         | —         | 42    | 4     |
| Сток Сити        | Итого            | Итого            | 109  | 6    | 11    | 1     | 0         | 0         | 120   | 7     |
| Севилья          | Ла Лига          | 2015/16          | 28   | 3    | 6     | 1     | 12        | 0         | 46    | 4     |
| Севилья          | Ла Лига          | 2016/17          | 35   | 2    | 3     | 0     | 8         | 1         | 46    | 3     |
| Севилья          | Ла Лига          | 2017/18          | 27   | 1    | 7     | 0     | 10        | 0         | 44    | 1     |
| Севилья          | Итого            | Итого            | 90   | 6    | 16    | 1     | 30        | 1         | 136   | 8     |
| Рома             | Серия А          | 2018/19          | 7    | 1    | 0     | 0     | 3         | 0         | 10    | 1     |
| Рома             | Итого            | Итого            | 7    | 1    | 0     | 0     | 3         | 0         | 10    | 1     |
| Всего за карьеру | Всего за карьеру | Всего за карьеру | 329  | 24   | 41    | 2     | 33        | 1         | 403   | 27    |

### Матчи за сборную
| №  | Дата            | Оппонент   | Счёт | Голы | Голевые передачи | Нарушения | Минуты | Соревнование         |
| -- | --------------- | ---------- | ---- | ---- | ---------------- | --------- | ------ | -------------------- |
| 1  | 10 ноября 2017  | Уэльс      | 2:0  | —    | —                | —         | 45'    | Товарищеский матч    |
| 2  | 14 ноября 2017  | Германия   | 2:2  | —    | —                | —         | 26'    | Товарищеский матч    |
| 3  | 28 мая 2018     | Ирландия   | 2:0  | —    | —                | —         | 90'    | Товарищеский матч    |
| 4  | 1 июня 2018     | Италия     | 3:1  | —    | —                | —         | 3'     | Товарищеский матч    |
| 5  | 21 июня 2018    | Перу       | 1:0  | —    | —                | —         | 1'     | ЧМ-2018 (группа C)   |
| 6  | 26 июня 2018    | Дания      | 0:0  | —    | —                | —         | 90'    | ЧМ-2018 (группа C)   |
| 7  | 6 июля 2018     | Уругвай    | 2:0  | —    | —                | —         | 10'    | ЧМ-2018 (1/4 финала) |
| 8  | 10 июля 2018    | Бельгия    | 1:0  | —    | —                | —         | 5'     | 1/2 финала           |
| 9  | 15 июля 2018    | Хорватия   | 4:1  | —    | —                | —         | 35'    | Финал                |
| 10 | 9 сентября 2018 | Нидерланды | 2:1  | —    | —                | —         | 9'     | Лига Наций (А)       |
| 11 | 11 октября 2018 | Исландия   | 2:2  | —    | —                | —         | 90'    | Товарищеский матч    |
| 12 | 16 октября 2018 | Германия   | 2:1  | —    | —                | —         | 1'     | Лига Наций (А)       |

Итого: сыграно матчей: 12 / забито голов: 0; победы: 9, ничьи: 3, поражения: 0.